# Brigitte Heinrich (Schauspielerin)
Brigitte Heinrich (* 1950 in Weißenfels) ist eine deutsche Kabarettistin, Schauspielerin und Synchronsprecherin.

## Leben
Heinrich absolvierte eine Schauspielschule und gab ihr Filmdebüt 1976 in dem DEFA-Märchenfilm Die Regentrude, wo sie die Hauptrolle der Maren verkörperte. Nach Auftritten im DDR-Fernsehen kam sie etwa Mitte der 1980er Jahre zum Kabarett Herkuleskeule, wo sie unter der Regie und mit den Texten von Wolfgang Schaller und Peter Ensikat auftrat.

## Filmografie (Auswahl)
- 1976: Die Regentrude
- 1983: Bühne frei (TV-Serie)
- 1984: Der gestiefelte Wolf (Sprechrolle)
- 1981: Polizeiruf 110: Auftrag per Post (TV-Reihe)
- 1982: Polizeiruf 110: Petra (TV-Reihe)
- 1982: Polizeiruf 110: Im Tal (TV-Reihe)
- 1990: Polizeiruf 110: Tödliche Träume (TV-Reihe)